# Unleashed Memories
Albums de Lacuna Coil
In a Reverie
(1999) Comalies
(2002)
Unleashed Memories est le deuxième album studio du groupe de métal gothique italien Lacuna Coil.
Il est sorti en mars 2001 via le label Century Media et sera réédité en 2005 sous une pochette légèrement différente, avec un titre supplémentaire et des bonus visuels (photos, wallpapers).
L'album s'est classé en Allemagne à la 72e position.

## Composition du groupe
- Cristina Scabbia : chant féminin.
- Andrea Ferro : chant masculin.
- Marco Coti Zelati : basse, claviers.
- Cristiano Migliore : guitares.
- Marco Biazzi : guitares.
- Cristiano Mozzati : batterie, percussion.

## Liste des titres
| No  | Titre                           | Auteur                         | Compositeur(s)                                      | Durée |
| --- | ------------------------------- | ------------------------------ | --------------------------------------------------- | ----- |
| 1.  | Heir of a Dying Dayy            | Cristina Scabbia               | Marco Coti Zelati                                   | 5:00  |
| 2.  | To Live is to Hide              | Cristina Scabbia, Andrea Ferro | Marco Coti Zelati                                   | 4:35  |
| 3.  | Purify                          | Cristina Scabbia               | Marco Coti Zelati, Cristiano Migliore, Marco Biazzi | 4:37  |
| 4.  | Senzafine                       | Cristina Scabbia               | Marco Coti Zelati                                   | 3:53  |
| 5.  | When a Dead Man Walks           | Cristina Scabbia               | Marco Coti Zelati                                   | 5:55  |
| 6.  | 1.19                            | Cristina Scabbia               | Marco Coti Zelati                                   | 5:00  |
| 7.  | Cold Heritage                   | Cristina Scabbia               | Marco Coti Zelati                                   | 5:23  |
| 8.  | Distant Sun                     | Cristina Scabbia               | Marco Coti Zelati                                   | 5:30  |
| 9.  | A Current Obsession             | Cristina Scabbia               | Marco Coti Zelati                                   | 5:20  |
| 10. | Wave of Anguish                 | Andrea Ferro                   | Marco Coti Zelati, Cristiano Migliore               | 4:40  |
| 11. | Lost Lullaby (titre bonus 2005) | Cristina Scabbia               | Marco Coti Zelati, Cristiano Migliore               | 5:00  |